# Anton Olstam
Anton Olstam (12 de febrero de 1998) es un deportista sueco que compite en ciclismo de montaña en la disciplina de campo a través. Ganó dos medallas de bronce en el Campeonato Mundial de Ciclismo por Eliminación, en los años 2020 y 2021.

## Medallero internacional
| Campeonato Mundial | Campeonato Mundial | Campeonato Mundial | Campeonato Mundial |
| Año                | Lugar              | Medalla            | Competición        |
| ------------------ | ------------------ | ------------------ | ------------------ |
| 2020               | Lovaina (Bélgica)  | Medalla de bronce  | Eliminación        |
| 2021               | Graz (Austria)     | Medalla de bronce  | Eliminación        |